# Solaris (yacht)
M/Y Solaris är en megayacht tillverkad av Lloyds Werft i Bremen i Tyskland. Hon sjösattes år 2020 och levererades till den rysk-israeliske oligarken Roman Abramovitj under septembermånad 2021. Den designades både exteriört och interiört av Marc Newson Ltd. Megayachten är 138,96–140 meter lång och har en kapacitet på 36 passagerare och 60 besättningsmän fördelat på 48 hytter.
Solaris kostade minst 430 miljoner brittiska pund att bygga.